# Robert Forest
Robert Forest (Tolosa, 18 novembre 1961) è un ex ciclista su strada francese.
Professionista tra il 1984 ed il 1993, vinse una tappa al Giro d'Italia.

## Carriera
Le principali vittorie da professionista furono una tappa al Grand Prix du Midi Libre nel 1984, una tappa al Giro d'Italia 1987, il Tour du Vaucluse e una tappa al Circuit de la Sarthe nel 1992. Partecipò a quattro edizioni del Tour de France, tre del Giro d'Italia, una della Vuelta a España e un campionato del mondo.

## Palmarès
- 1983

Classifica generale Route de France
Grand Prix de France (cronometro)
- 1984

3ª tappa Grand Prix du Midi Libre (Réquista > Castelnaudary)
- 1987

11ª tappa Giro d'Italia (Giulianova > Osimo)
- 1992

Classifica generale Tour du Vaucluse
2ª tappa Circuit de la Sarthe (Sablé-sur-Sarthe > Mamers)

## Altri successi
- 1985

Criterium di Quillan
- 1989

Criterium di Tolosa
- 1992

Criterium di Triel-sur-Seine

## Piazzamenti

### Grandi Giri
- Giro d'Italia

1987: 28º
1989: 52º
1991: ritirato (12ª tappa)
- Tour de France

1985: 16º
1986: 35º
1987: 38º
1989: 75º
- Vuelta a España

1990: 102º

### Classiche monumento
- Liegi-Bastogne-Liegi

1989: 59º

### Competizioni mondiali
- Campionati del mondo

Giavera del Montello 1985 - In linea: 50º